# Андроповский
Андро́повский — хутор в Шолоховском районе Ростовской области.
Входит в состав Вёшенского сельского поселения.

## История
В 2007 году на окраине хутора был установлен поклонный крест — в месте массового захоронения погибших и умерших от ран солдат, находящихся в госпитале. Во время Великой Отечественно войны госпиталь располагался в здании школы. В настоящее время старое здание школы снесено, а поклонный крест в 2010 году был перенесен во двор новой школы.

## Население
| 2010 |
| ---- |
| 324  |

## Улицы
| - ул. Агеева - ул. Кольцевая - пер. Весенний - пер. Мостовой | - пер. Ольховый - пер. Речной - пер. Садовый - пер. Степной |